# Rami Lehto
Rami Juhani Lehto, född 15 mars 1973 i Lahtis, är en finländsk politiker (Sannfinländarna). Han är ledamot av Finlands riksdag sedan 2015.
Lehto blev invald i riksdagen i riksdagsvalet 2015 med 6 705 röster från Tavastlands valkrets.